# Гура Ваиј (Арад)
Гура Ваиј (рум. Gura Văii) насеље је у Румунији у округу Арад у општини Плешкуца. Oпштина се налази на надморској висини од 177 m.

## Становништво
Према подацима из 2002. године у насељу је живело 193 становника, од којих су сви румунске националности.